# Yanick Moreira
Yanick Moreira (Luanda, 31 de julho de 1991) é um basquetebolista angolano que disputou duas temporadas com o SMU Mustangs na NCAA e defende a Seleção Angolana de Basquetebol Masculino desde 2013. Atualmente joga Pelo Na Grécia

## França
No final de 2015 Yanick assina por um clube francês da para jogar na primeira divisão pelo C.Metrópoli na estreia Yanick marcou 14 pontos mais depois acabou por ter problemas de adaptação marcando apenas 8 pontos em 22 minutos.

## Toronto Raptors
O Contrato que Yanick Moreira assinou com os Toronto Raptors é para pré-temporada, tal como havia acontecido com o também jogador da Selecção Angolana Carlos Morais. Na pré-Temporada Ele Vai Disputar Uma Vaga,Só Depois é Que Veremos Que Se Ele será um Jogador Oficial da NBA. Isso já Aconteceu a Anos Atrás Quando o Carlos Morais Foi Testado nos Toronto Raptors e muitos Confundiram e Pensando que o Carlos Já Tinha Entrado na NBA e Agora a Mesma História Repeti-se De Novo Todo a Mundo Pensando Que o Yanick Moreira já é Jogador Oficial da NBA
1. ↑  «Yanick Moreira». ESPN.com. Consultado em 23 de agosto de 2015